# Angélique D'Hannetaire
Marie-Angélique Servandoni (Toulouse, 22 september 1749 – Parijs, 14 april 1822), met artiestennaam Angélique D'Hannetaire, was een Franse actrice en operazangeres. 
Angélique was de dochter van de acteur en Muntdirecteur D'Hannetaire en zijn vrouw, de actrice Marguerite Hue, en de kleindochter van Giovanni Niccolò Servandoni. Op de leeftijd van twaalf jaar maakte ze reeds haar toneeldebuut aan de Koninklijke Muntschouwburg: dit was in de opera La Servante maîtresse van Pierre Baurans, dat gebaseerd was op het intermezzo La Serva Padrona van Giovanni Battista Pergolesi. Dit deed ze samen met Alexandre Bultos, die net zoals Angélique een student van  Ignaz Vitzthumb was. Ze werkte aan de Muntschouwburg van 1766 tot 1775. Daar trad ze vaak op als romantische heldin of als een personage in een opera buffa. 